# Тасманит (горная порода)
Тасмани́т (от англ. Tasmanite, тасманийский), в первоначальном смысле слова: обнаруженный в Тасмании — осадочная горная порода, полностью или почти полностью (до 97%) состоящая из ископаемых празинофитных одноклеточных водорослей из одноимённого рода Тасманитес (лат. Tasmanites; Newton, 1875). И те, и другие были впервые обнаружены и описаны на острове Тасмания, откуда и происходит их название. Время отложения тасманитов относится к пермскому периоду, начинаясь в карбоновом.:169

## Краткая характеристика
Первые сообщения о горючих сланцах, обнаруженных в Тасмании, появились в 1852 году. Затем, в 1864 году профессор А. Х. Чёрч провёл ряд исследований в нескольких месторождениях, собрал образцы и сделал анализы найденных сланцев. По результатам было опубликовано подробное описание свойств новой породы, которой было присвоено известное до сих пор название «тасманит».:92
С другой стороны, за прошедшие полтора века «тасманит» превратился в общепринятый петрологический термин, обозначающий не только конкретный минерал, но и определённый тип осадочных пород, распространённый не только в Тасмании или Австралии, но также — и по всему земному шару.
Твёрдые горючие породы (каустолиты) очень разнообразны и широко представлены в земной коре. Место тасманитов как отдельного классификационного типа среди прочих разновидностей твёрдых горючих ископаемых (каустобиолитов), образовавшихся из остатков того или иного растительного материала, выглядит примерно следующим образом. По классификации Ю. А. Жемчужникова твёрдые горючие ископаемые подразделяются на гумолиты, происходящие из высших растений, и сапропелиты, образовавшиеся из низших растений и животного планктона. В свою очередь, по типу указанных компонентов гумолиты различаются по нескольким типам, основные среди которых: тасманиты, лопиниты, пирописситы и кутиниты. В отличие от гумолитов, сапрогумолиты содержат дополнительно сапропелевый материал. По растительному составу принято различать кеннели, включающие большую часть спор, а также касьяниты, которые содержат больше остатков водорослей.:48
Тасманит редко образует самостоятельные скопления, большей частью он сопровождает месторождения различных углей автохтонного происхождения, т. е. углей, залегающих на месте отложения органического вещества, давшего им начало.:151 Органическое вещество тасманита состоит в основном из телальгинита, продукта разложения ископаемых одноклеточных водорослей тасманитид морского происхождения. Впрочем, оценки принадлежности тасманитов к какому-либо определённому классу органических осадочных пород постоянно менялись. В разное время их относили также к сапропелитам или к числу региональных разновидностей кеннелей (сапропелево-гумусных углей).:113
Тасманит представляет собой типичный горючий сланец (липтобиолит) с очень высоким содержанием углерода, по внешнему виду — аморфная углеподобная масса, в большом количестве содержащая остатки спор и пыльцы. В чистом виде тасманит почти нацело состоит из спрессованных оболочек микроспор. Порода легко возгорается и даёт большой выход летучих веществ.:312 Цвет разностей всегда тёмный, смешанный, тональность изменяется в зависимости от местоположения в диапазоне от серо-коричневого до чёрного и благодаря высокому содержанию спор кажется словно бы покрытым жёлтой пыльцой.:151 Аналогичная жёлтоватая пыль в большинстве случаев содержится также и внутри образцов, что видно на изломе уже при небольшом увеличении.

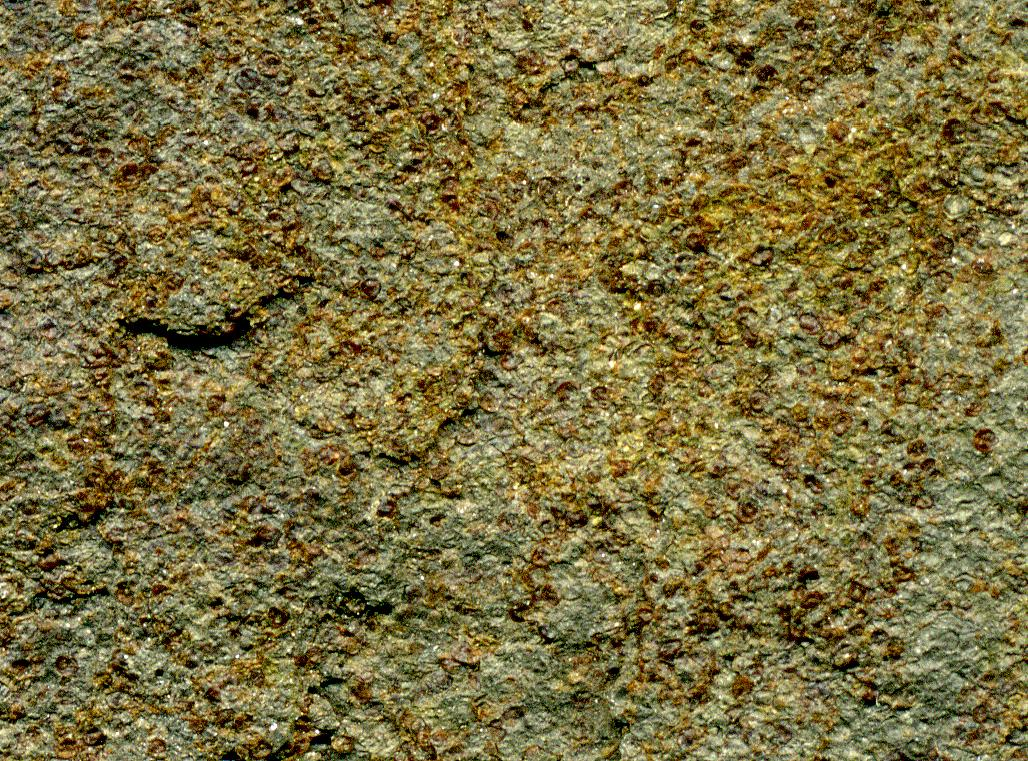
Срез тасманита под увеличением

На сугубо морское происхождение тасманитов указывали, прежде всего, специфические включения в виде вполне узнаваемых раковинок морской фауны. Последний факт доказывал также, что накопление осадочной породы происходило, скорее всего, в приморских лагунах.:113 Кроме того, химический анализ тасманитов постоянно показывал присутствие в них очень высоких концентраций трициклических нафтанов (хейлантанов), для которых, в свою очередь, исходным образующим веществом является некрома солоноватоводных морских водорослей из рода Tasmanites.
Наряду с двумя другими породами сходного характера, кукерситом и маринитом, тасманит классифицируется как горючий сланец морского типа. По химическому составу тасманит ближе к кукерситу, который, также являясь продуктом отложения зелёных водорослей, состоит в основном из телальгинита. В составе маринита телальгинит, битумы и витринит содержатся только в качестве примесей.
Тасманит отличается очень высокой однородностью состава, он состоит почти исключительно из спрессованных оболочек микроспор водорослей из рода Tasmanites и, таким образом, может быть отнесён к числу эталонных липтобиолитов. После сгорания тасманита остаётся небольшое количество белой золы, сохраняющей форму первоначального образца.:169 Минеральная основа тасманитовых сланцев на 50-80 % сложена каолинитом, что указывает на возможное поступление в бассейн продуктов размыва коры выветривания. Содержания элементов примесей невысокие (кроме редких случаев геохимических аномалий по Cu и Pb).:113
Содержание углерода в чистых образцах с малой погрешностью колеблется возле значения в 81%, тасманит почти полностью состоит из органического вещества. Выход экстрагируемого масла также очень высок и составляет 75% при коэффициенте конверсии масла в 78%. По этим значениям тасманит находится особняком среди прочих горючих сланцев. Ни одна другая региональная разновидность даже отдалённо не обладает столь высоким содержанием горючих веществ.
Как следствие, тасманиты обладают богатейшим нефтематеринским потенциалом, фактор превращения органического вещества в нефть составляет 78 %.:44 По характеристикам тасманитов можно оценивать не только ресурсный потенциал недр, но также отслеживать катагенез, что даёт много данных геохимикам, геологам, нефтяникам и нефтехимикам.

## Месторождения

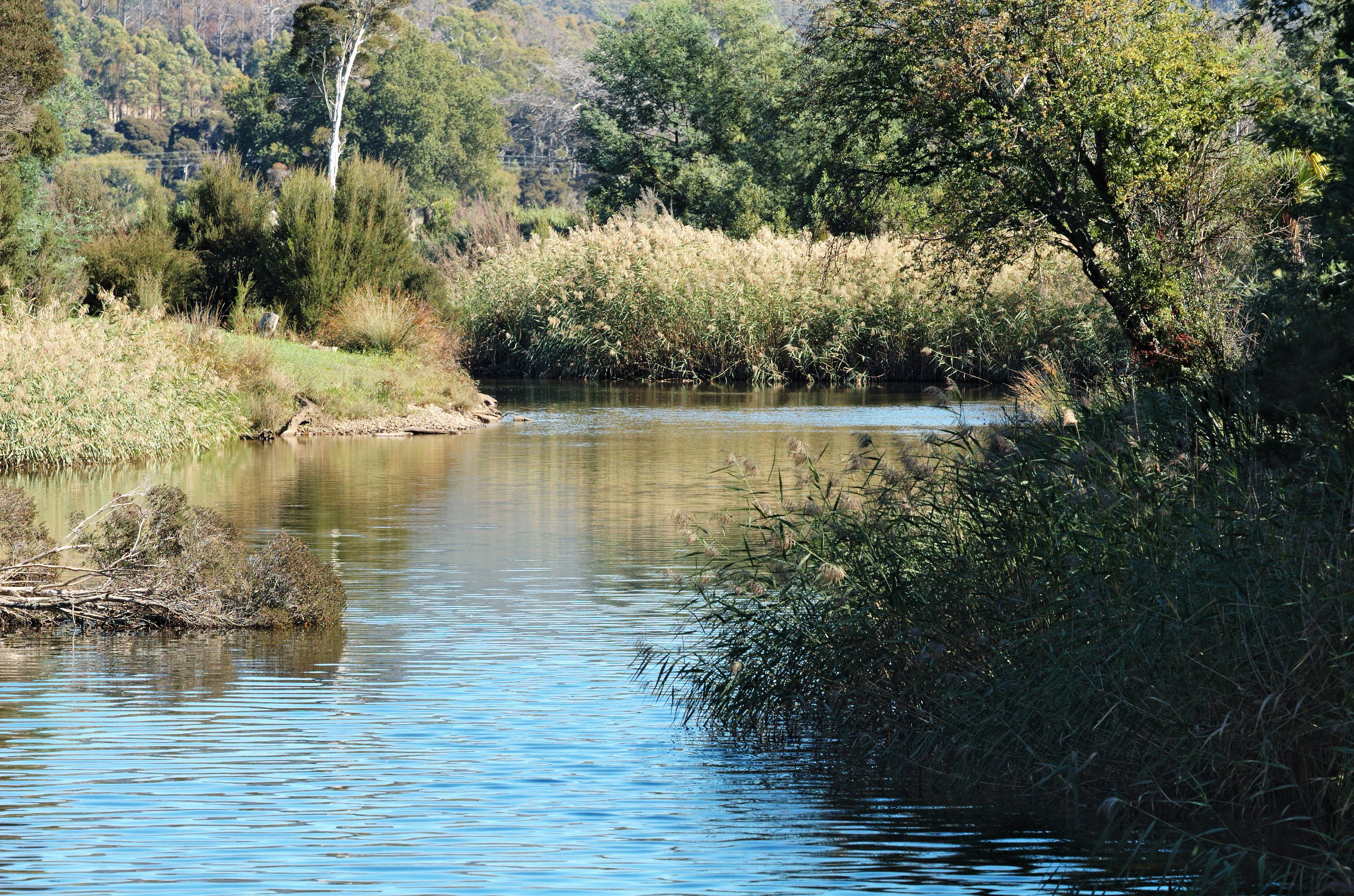
река Мерси в районе Латроб (Тасмания)

Почти все месторождения горючих сланцев находятся на севере острова Тасмания (долина реки Мерси), в низинных приморских районах, среди плодородных почв, более всего богатых питательными веществами. Залежи тасманитов вытянуты в широтном направлении и насчитывают в длину примерно 50 километров. Причём, основная часть залежей тасманита, пригодная для разработки, занимает чуть меньше половины от этой территории. Она расположена в окружности диаметром около 23 километров, центр которой находится в 11 км. к югу от небольшого городка Латроб. Самые известные месторождения, имеющие промышленное значение: Мерсей, Квомби, Блафф и Качула.:92 Как отмечается, все перечисленные тасманийские месторождения имеют локальное значение и представляют собой множество небольших изолированных проявлений малой мощности.:44
Подобная разорванность тасманитовых пластов вызвана сложным геологическим строением окружающей местности. В сланценосных отложениях северной Тасмании присутствуют многочисленные сбросы сопутствующих пород, а также интрузии локальных диабазов, что и привело сначала к отложению, а затем и сохранению тасманитовых пластов именно в таком виде: на отдельных изолированных участках небольшой протяжённости.:178
Тасманиты севера острова Тасмания расположены как вкрапления на общей площади развития угленосных отложений и иногда фациально замещаются углями, большей частью — бурыми. Продуктивные пермские отложения залегают на глубине не более 100 метров, как правило, добыча ведётся в тех месторождениях, где глубина залегания не превышает 10-15 метров. Пласт тасманита общей мощностью 1,5 метра не представляет собой сплошную структуру. Он состоит из двух слоёв, разделённых прослоем осадочных глин мощностью до 0,6 м. Качество тасманитов в среднем характеризуется следующими показателями (в процентах): выход смолы до 30, зольность — 58-70, рабочая влага — 0,7.:178
Кроме тасманитов на Австралийском щите горючие сланцы также представлены торбанитами. И те, и другие встречаются в позднепермских угольных месторождениях параллического типа. Похожие образования сапропелитов (кеннель-богхедов или сапроколлитов) того же возраста и типа отмечаются на юге Африканской платформы. Общемировые запасы горючих сланцев пермского возраста превышают 1,2 триллиона тонн.:164
Несмотря на своё узко-региональное название, впоследствии тасманит был обнаружен во многих районах мира, в том числе, и в прибрежных районах российского Дальнего Востока. Как правило, он может служить в качестве маркера возможного присутствия нефти. Тасманитовые сланцы встречаются во многих образующих нефтематеринских породах и в случае такого присутствия, очевидно вносят немаловажный вклад в способности нефтеобразования основной материнской породы.
Аналогичные тасманиту пласты спрессованных тасманитовых сланцев разной протяжённости и мощности были в разное время обнаружены также на Аляске, в Бразилии, Алжире и Таиланде. Причём, возраст сланцевых месторождений в разных регионах значительно колеблется, а состав и нефтеносность — имеет значительно меньше различий. Одно из крупнейших месторождений тасманитоподобных горючих сланцев обнаружено в верхнепермской глинистой свите Ирати (Бразилия).:44
К тому же классу горючих сланцев относятся также и споровые липтобиолиты, встречающиеся в границах Подмосковного и Кизеловского каменноугольных бассейнов. Хотя они и не определены как «тасманиты», однако их состав в целом аналогичен, а возраст определяется в пределах нижнекаменноугольного периода, близких или тождественных пермокарбоновому тасманиту.
Проведённый в конце 1960-х годов немецкими учёными сравнительный микроскопический анализ тонких срезов тасманитов из двух разных месторождений, максимально удалённых друг от друга, показал, что аляскинские тасманиты гораздо более метаморфизованы, чем собственно тасманийские, при том, что оба образца имели действительно сопоставимый исходный материал (Tasmanites). Согласно сделанным промежуточным выводам, аляскинский тасманит, вероятно, уже достиг стадии жирного углерода, поскольку водоросли в нём приобрели красноватый цвет в проходящем свете, тогда как в австралийском тасманите они ещё имеют золотисто-жёлтую окраску слабо «углезированного» липтобиолита.

## Включения
Тогда же, в 1864 году профессор Чёрч (Church) на одном из месторождений тасманита в районе реки Мерси обнаружил прежде неизвестный полупрозрачный минерал органического происхождения, который также назвал тасманитом. Красновато-коричневые включения напоминали тёмный янтарь, они имели восковидный жирный блеск и встречались в виде вросших в окружающий сланец чешуйчатовидных линз. В месте обнаружения полупрозрачные тасманиты составляли до 40% от основной породы, очевидно, являясь одним из её производных.:317
Вероятно, включения смолоподобного полупрозрачного тасманита в основную массу тасманитового сланца совсем не обязательно были связаны с присутствием каких-то иных смолосодержащих растительных остатков, кроме образующих породу водорослей из рода Тасманитес. Скорее всего, эффект последовательного уплотнения и прояснения прозрачности и цветности минерала имел непосредственную связь с более глубокой метаморфизацией породы в данном конкретном месте, что и было установлено немецким петрографом М. Тейхмюллер в ходе сравнительных микроскопических исследований конца 1960-х годов.
Принимая во внимание весь комплекс известных данных, точнее всего было бы определить «тасманийский янтарь» как уплотнённый и частично очищенный инфильтрат, образовавшийся в результате последовательной метаморфизации одноимённого позднекарбонового сланца.:193 Таким образом, один тасманит в результате метаморфизации постепенно преобразовывался в другой минерал под тем же названием, присвоенным ему в 1864 году профессором Чёрчем.